# Алі ібн Хусейн
Алі ібн Хусейн, Алі Зайн аль-Абідин (араб. علي بن حسين زين العابدين, (Імам Саджад), нар. 6 січня 659 р. — пом. 20 жовтня 712 р.) — 4-й імамітський імам, нащадок пророка Мухаммеда та Алі ібн Абі Таліба. Його також називали Саджадом (той, що приклоняє коліна) за його набожність

## Біографія
Народився Алі ібн Хусейн у Медині. Його батьком був Хусейн ібн Алі (онук пророка Мухаммеда, 3-й шиїтський імам), а матір'ю Шахр Бану, яка була дочкою останнього Сасанідського шаха Ірану Єздигерда ІІІ. Алі ібн Хусейн був єдиним сином Хусейна, який залишився живим після трагедії в Кербелі, де загинув його батько, родичі і наближені. В результаті тих кривавих подій він був захоплений у полон і відправлений до халіфа Язида І у Дамаск. Пізніше халіф звільнив його і відправив до Медини.
Загалом, Алі ібн Хусейн не брав активної участі в політичному житті Халіфату і займався передачею хадисів, тлумаченням Корану, правом (фікхом) та іншими релігійними науками. Його сучасники казали про нього, як про одного з найосвідченіших і найпобожніших людей.
Шиїти-імаміти вшановують Алі ібн Хусейна як свого четвертого імама. Вони вважають, що він загинув мученицькою смертю